# Жертва вечерняя (фильм)
«Жертва вечерняя»  (первоначально — «Салют») —  советский документальный фильм, снятый режиссёром Александром Сокуровым в 1984 году и вышедший на экраны три года спустя.

## Сюжет
Праздничный и захватывающе-красочный советский салют, каким его привыкли видеть многие поколения городских зрителей, оказывается ответственной, но рутинной службой курсантов артиллерийского училища. После окончания официальной торжественной части майская демонстрация в Ленинграде превращается в массовое гуляние на Невском проспекте. Гуляющий народ и бесшабашная молодёжь радостно кричат и машут снимающему их оператору с кинокамерой. Свободное уличное веселье постепенно заканчивается, вытесняемое патрульными машинами ГАИ и следующим за ним потоком автомобильного транспорта. Праздник заканчивается, наступают очередные трудовые будни большого города.
В фильме использована музыка Павла Чеснокова, эстрадная и русская народная музыка.

## Награды и номинации
- XV Московский международный кинофестиваль: Приз ФИПРЕССИ
- Специальный приз памяти Андрея Тарковского
- Участник кинофорума «Молодое кино» в рамках XXXVIII Международного кинофестиваля в Западном Берлине (1988)

## Отзывы и критика
- Обзор и критика на Google Books
- Рецензия Дмитрия Савельева Архивная копия от 19 октября 2020 на Wayback Machine
- О документалистике Александра Сокурова в статье Архивная копия от 12 августа 2017 на Wayback Machine Елены Фанайловой
- Notes on The Elegies of Aleksandr Sokurov
- «Советский экран», 1988